# Gelis agilis
Gelis agilis es una pequeña avispa sin alas hiperparásita que ataca a la avispa parasítica Cotesia glomerata.